# Tradition-ICAP Liverpool International

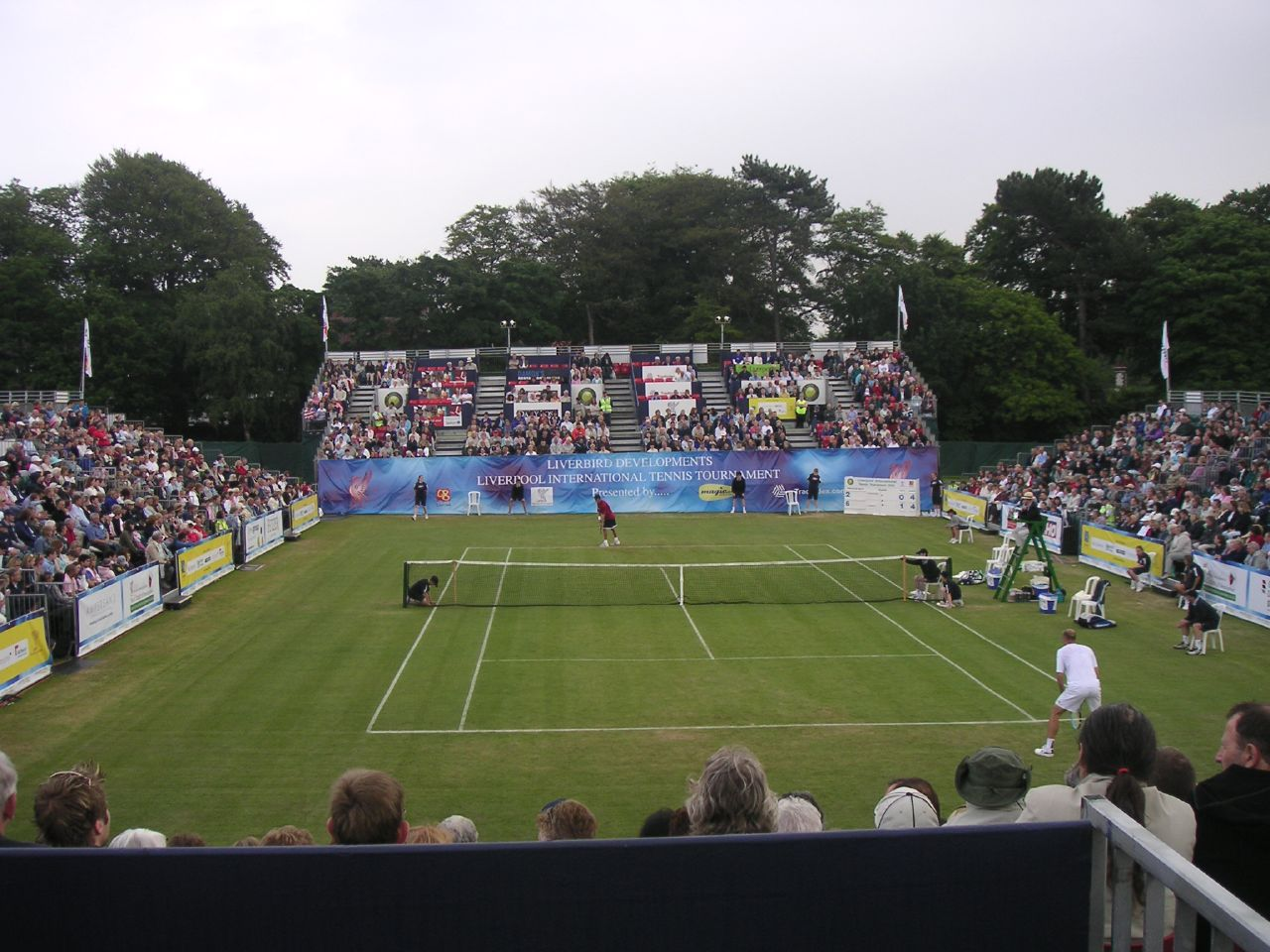
Partida de tênis no Calderstones Park's

O Tradition-ICAP Liverpool International é um torneio de exibição de tênis misto que é realizado no Calderstones Park, Liverpool, Inglaterra, durante a segunda semana da época da grama, desde 2002.

## Títulos

### Masculino
| Ano  | Campeão              | Finalista                   | Placar                  |
| ---- | -------------------- | --------------------------- | ----------------------- |
| 2022 | Dimitar Kuzmanov     | Marcus Willis               | 6–4, 6–7, [12–10]       |
| 2021 | James Ward           | Marcus Willis               | 6–3, 6–4                |
| 2020 | Não ocorreu          | Não ocorreu                 | Não ocorreu             |
| 2019 | Paolo Lorenzi        | Robert Kendrick             | 7–6(3), 6–4             |
| 2018 | Alessandro Giannessi | Robert Kendrick             | 7–6(5), 7–6(4)          |
| 2017 | Steve Darcis         | Marcus Willis               | 7–6(3), 6–3             |
| 2016 | Damir Džumhur        | Paolo Lorenzi               | 7–5, 4–6, [10–3]        |
| 2015 | Aljaž Bedene         | Pablo Andújar Damir Džumhur | —                       |
| 2014 | Michael Russell      | Andrey Rublev               | 6–4, 5–7, [10–?]        |
| 2013 | Martín Alund         | Guido Pella                 | 7–6, 6–3                |
| 2012 | Kevin Anderson       | Lukas Lacko                 | 6–3, 1–6, [10–7]        |
| 2011 | Fernando González    | Frederico Gil               | 6–1, 7–6(8-6)           |
| 2010 | Paul-Henri Mathieu   | Nicolás Massú               | 6–3, 6–2                |
| 2009 | Mardy Fish           | Vincent Spadea              | 6–4, 6–2                |
| 2008 | Amer Delic           | Paul Capdeville             | 6–7(3-7), 6–4, [10–7]   |
| 2007 | David Ferrer         | Vincent Spadea              | 6–4, 6–4                |
| 2006 | Xavier Malisse       | Vincent Spadea              | 3–6, 7–5, [14–12]       |
| 2005 | Ivan Ljubičić        | Mikhail Youzhny             | 3–6, 7–6(7-4), 7–6(7-5) |
| 2004 | Ivan Ljubičić        | Irakli Labadze              | 6–2, 6–7(9-11), 6–4     |
| 2003 | Jan-Michael Gambill  | Alex Kim                    | 6–4, 6–2                |
| 2002 | Marat Safin          | Jan-Michael Gambill         | 7–6(8-6), 6–7(3-7), 6–4 |

### Feminino
| Ano  | Campeã                               | Finalista          | Placar              |
| ---- | ------------------------------------ | ------------------ | ------------------- |
| 2022 | Wang Qiang                           | Nadia Podoroska    | 7–5, 6–4            |
| 2021 | Sarah Beth Grey                      | Amelia Stuart      | 6–0, 6–1            |
| 2020 | Não ocorreu                          | Não ocorreu        | Não ocorreu         |
| 2019 | Kaia Kanepi                          | Corinna Dentoni    | 6–2, 6–2            |
| 2018 | Corinna Dentoni (Marion Bartoli w.o) | Ellie Tsimbilakis  | 6–2, 6–2            |
| 2017 | Polona Hercog                        | Corinna Dentoni    | 6–2, 6–4            |
| 2016 | Wang Qiang                           | Melanie Stokke     | 6–2, 4–6, [10–6]    |
| 2015 | Ana Bogdan                           | Elena Bogdan       | 6–3, 7–6(7–5)       |
| 2014 | Jodie Burrage                        | Tara Moore         | 6–4, 7–5            |
| 2013 | Coco Vandeweghe                      | Alexandra Cadanțu  | 6–2, 6–2            |
| 2012 | Belinda Bencic                       | Sachia Vickery     | 10–7                |
| 2011 | Martina Hingis                       | Chloe Murphy       | 8–6                 |
| 2010 | Eugenie Bouchard                     | Ulrikke Eikeri     | 6–3, 6–3            |
| 2009 | Michelle Larcher de Brito            | Laura Robson       | 6–4, 2–6, [10–6]    |
| 2008 | Caroline Wozniacki                   | Ashley Harkleroad  | 4–6, 6–4, [10–5]    |
| 2007 | Ashley Harkleroad                    | Caroline Wozniacki | 7–6(1), 3–6, [10–8] |
| 2006 | Caroline Wozniacki                   | Olga Savchuk       | 7–6, 6–3            |